# Judson Harmon
Pour les articles homonymes, voir Harmon.
Judson Harmon, né le 3 février 1846 à Newton (Ohio) et mort le 22 février 1927 à Cincinnati (Ohio), est un juriste et homme politiqueaméricain. Membre du Parti démocrate, il est procureur général des États-Unis entre 1895 et 1897 dans la seconde administration du président Grover Cleveland, gouverneur de l'Ohio entre 1909 et 1913 puis candidat malheureux à l'investiture démocrate pour l’élection présidentielle de 1912, remportée par Woodrow Wilson.

## Biographie
Judson Harmon est né le 3 février 1846 à Newton dans le comté d'Hamilton en Ohio. Il sort diplômé de l'université Denison en 1866 avant d'obtenir en 1869 un autre diplôme, en droit, de l'université de Cincinnati. Il est donc admis au barreau et exerce le droit, avant d'être élu en 1876 juge à la Cour des plaids-communs de l'Ohio (le tribunal de première instance de l'État). Il a cependant été déchu de son poste seulement quatre mois après sa prise de fonction par une décision du Sénat de l'Ohio. Deux ans plus tard, en 1878, Judson Harmon est élu à la cour supérieure de Cincinnati, réélu en 1883, il démissionne du tribunal en 1887 afin de retourner pratiquer le droit dans le privé.
Il est nommé le 8 juin 1895 au poste de procureur général des États-Unis par le président Grover Cleveland, qui exerce son second mandat, et reste en fonction jusqu'à la fin de l'administration Cleveland, en 1897. Il est élu en 1908 gouverneur de l'Ohio ; réélu deux fois de suite, il conserve son poste jusqu’en 1913. En 1912, il souhaite se lancer dans la course à la présidence mais il n'a pas été plébiscité lors des nominations du Parti démocrate.